# 33街車站 (IRT萊辛頓大道線)
33街車站（英語：33rd Street station）是紐約地鐵IRT萊辛頓大道線一個慢車地鐵站，位於曼哈頓梅利山公園大道和33街交界，設有4號線（僅深夜停站）、6號線（任何時候停站）列車服務，而繁忙時段的尖峰方向還有開行<6>列車。

## 車站結構
| Ground | 街道層   | 出入口                                                                      |
| 月台層 | 側式月台 | 側式月台                                                                    |
| 月台層 | 北行慢車 | ← 往佩勒姆灣公園或帕克徹斯特 (大中央-42街) ← 深夜時往伍德羅恩 (大中央-42街) |
| 月台層 | 北行快車 | ← 不停靠                                                                    |
| 月台層 | 南行快車 | → 不停靠 →                                                                  |
| 月台層 | 南行慢車 | → 往布魯克林大橋-市政府 (28街) → → 深夜時往新地段大道 (28街) →              |
| 月台層 | 側式月台 |                                                                             |

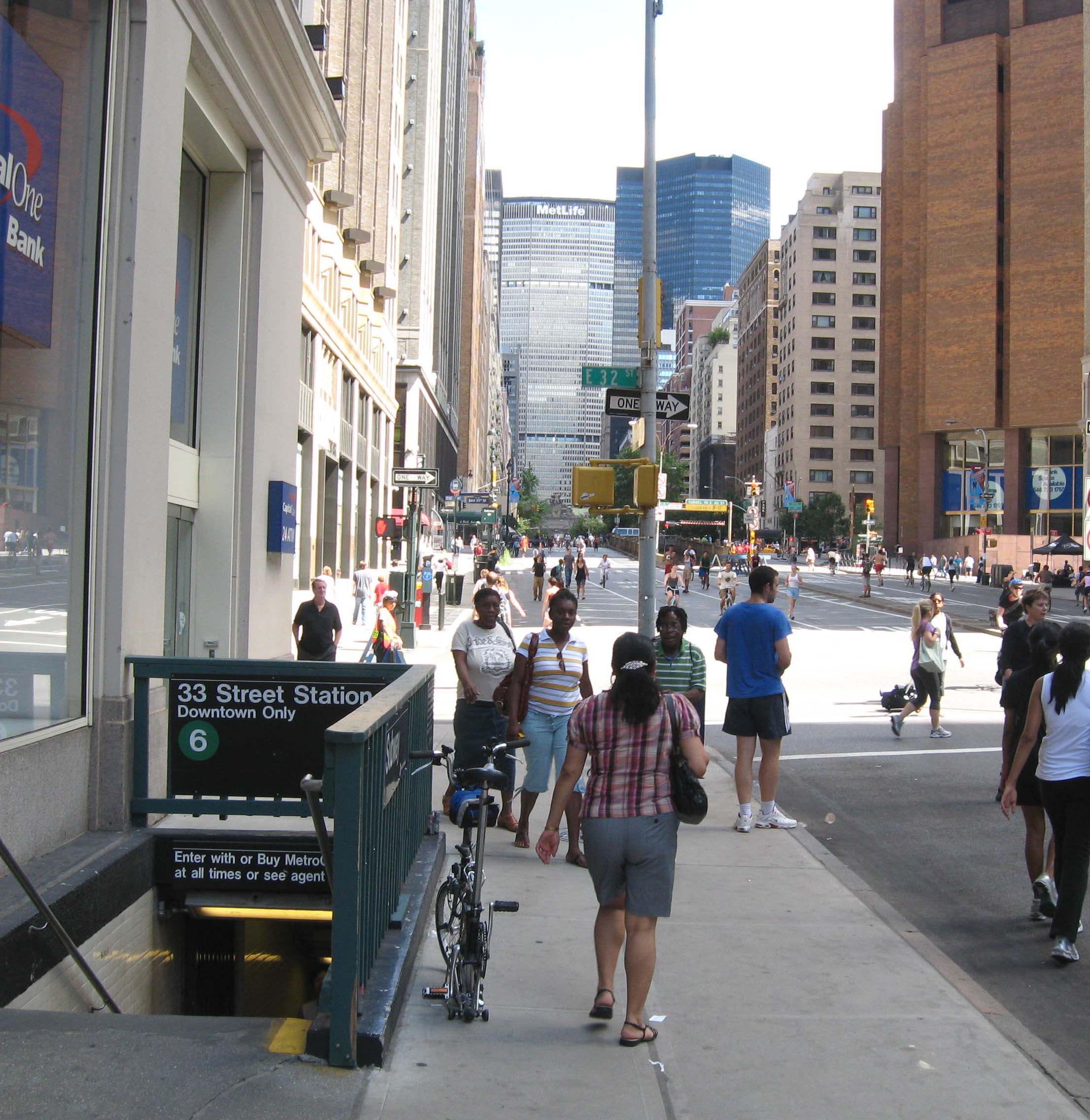
在汽車交通暫時禁止的情況下，從 33rd Street（IRT 列剋星敦大道線）南行樓梯向北看。

車站設有兩個側式月台和四條軌道，快車軌道位於中央，但位於較低位置，因為同樣路段的公園大道亦設有梅利山隧道。閘機位於月台層。車站自2004年起列入國家史蹟名錄。

## 延伸閱讀
- Lee Stokey. Subway Ceramics: A History and Iconography. 1994. ISBN 978-0-9635486-1-0

## 外部連結
- nycsubway.org—IRT East Side Line: 33rd Street
- Station Reporter — 4 Train
- Station Reporter — 6 Train
- Forgotten NY — Original 28 - NYC's First 28 Subway Stations（页面存档备份，存于）
- MTA's Arts For Transit — 33rd Street (IRT Lexington Avenue Line)
- 32nd Street entrance from Google Maps Street View
- 33rd Street entrance from Google Maps Street View（页面存档备份，存于）
- downtown platform from Google Maps Street View